# Motomondiale 2016
L'edizione 2016 del motomondiale è la 68ª dalla sua istituzione nel 1949. Le classi ammesse al campionato sono la MotoGP, che ne è la classe regina, la Moto2 e la Moto3. Al termine della stagione si sono laureati campioni mondiali lo spagnolo Marc Márquez in MotoGP, il francese Johann Zarco in Moto2 e il sudafricano Brad Binder in Moto3.

## Il calendario
Il campionato, come già l'anno precedente si sviluppa su 18 Gran Premi disputati tra il 20 marzo e il 13 novembre con gare disputate in Europa (12 prove), in Asia (3 prove), in America (2 prove) e in Oceania. Torna nel calendario iridato il Gran Premio motociclistico d'Austria che sostituisce il precedente Gran Premio motociclistico di Indianapolis.
Nessuna novità sul piano dell'assegnazione del punteggio; cambia il fornitore unico di pneumatici della MotoGP, diventato la Michelin in sostituzione della Bridgestone e resta invariato quello delle categorie minori, sempre la Dunlop.
| Data         | Gran Premio                                | Circuito             | Vincitore MotoGP | Vincitore Moto2     | Vincitore Moto3    | Resoconto |
| ------------ | ------------------------------------------ | -------------------- | ---------------- | ------------------- | ------------------ | --------- |
| 20 marzo     | GP del Qatar                               | Losail               | Jorge Lorenzo    | Thomas Lüthi        | Niccolò Antonelli  | Resoconto |
| 3 aprile     | GP d'Argentina                             | Termas de Río Hondo  | Marc Márquez     | Johann Zarco        | Khairul Idham Pawi | Resoconto |
| 10 aprile    | GP delle Americhe                          | Austin               | Marc Márquez     | Álex Rins           | Romano Fenati      | Resoconto |
| 24 aprile    | GP di Spagna                               | Jerez de la Frontera | Valentino Rossi  | Sam Lowes           | Brad Binder        | Resoconto |
| 8 maggio     | GP di Francia                              | Le Mans              | Jorge Lorenzo    | Álex Rins           | Brad Binder        | Resoconto |
| 22 maggio    | GP d'Italia                                | Mugello              | Jorge Lorenzo    | Johann Zarco        | Brad Binder        | Resoconto |
| 5 giugno     | GP di Catalogna                            | Catalogna            | Valentino Rossi  | Johann Zarco        | Jorge Navarro      | Resoconto |
| 26 giugno    | GP d'Olanda                                | Assen                | Jack Miller      | Takaaki Nakagami    | Francesco Bagnaia  | Resoconto |
| 17 luglio    | GP di Germania                             | Sachsenring          | Marc Márquez     | Johann Zarco        | Khairul Idham Pawi | Resoconto |
| 14 agosto    | GP d'Austria                               | Spielberg            | Andrea Iannone   | Johann Zarco        | Joan Mir           | Resoconto |
| 21 agosto    | GP della Repubblica Ceca                   | Brno                 | Cal Crutchlow    | Jonas Folger        | John McPhee        | Resoconto |
| 4 settembre  | GP di Gran Bretagna                        | Silverstone          | Maverick Viñales | Thomas Lüthi        | Brad Binder        | Resoconto |
| 11 settembre | GP di San Marino e della Riviera di Rimini | Misano Adriatico     | Daniel Pedrosa   | Lorenzo Baldassarri | Brad Binder        | Resoconto |
| 25 settembre | GP d'Aragona                               | Alcaniz              | Marc Márquez     | Sam Lowes           | Jorge Navarro      | Resoconto |
| 16 ottobre   | GP del Giappone                            | Motegi               | Marc Márquez     | Thomas Lüthi        | Enea Bastianini    | Resoconto |
| 23 ottobre   | GP d'Australia                             | Phillip Island       | Cal Crutchlow    | Thomas Lüthi        | Brad Binder        | Resoconto |
| 30 ottobre   | GP della Malesia                           | Sepang               | Andrea Dovizioso | Johann Zarco        | Francesco Bagnaia  | Resoconto |
| 13 novembre  | GP della Comunità Valenciana               | Valencia             | Jorge Lorenzo    | Johann Zarco        | Brad Binder        | Resoconto |

## Sistema di punteggio e legenda
| Pos.  | 1  | 2  | 3  | 4  | 5  | 6  | 7 | 8 | 9 | 10 | 11 | 12 | 13 | 14 | 15 | 16 > |
| ----- | -- | -- | -- | -- | -- | -- | - | - | - | -- | -- | -- | -- | -- | -- | ---- |
| Punti | 25 | 20 | 16 | 13 | 11 | 10 | 9 | 8 | 7 | 6  | 5  | 4  | 3  | 2  | 1  | 0    |

## Le classi

### MotoGP

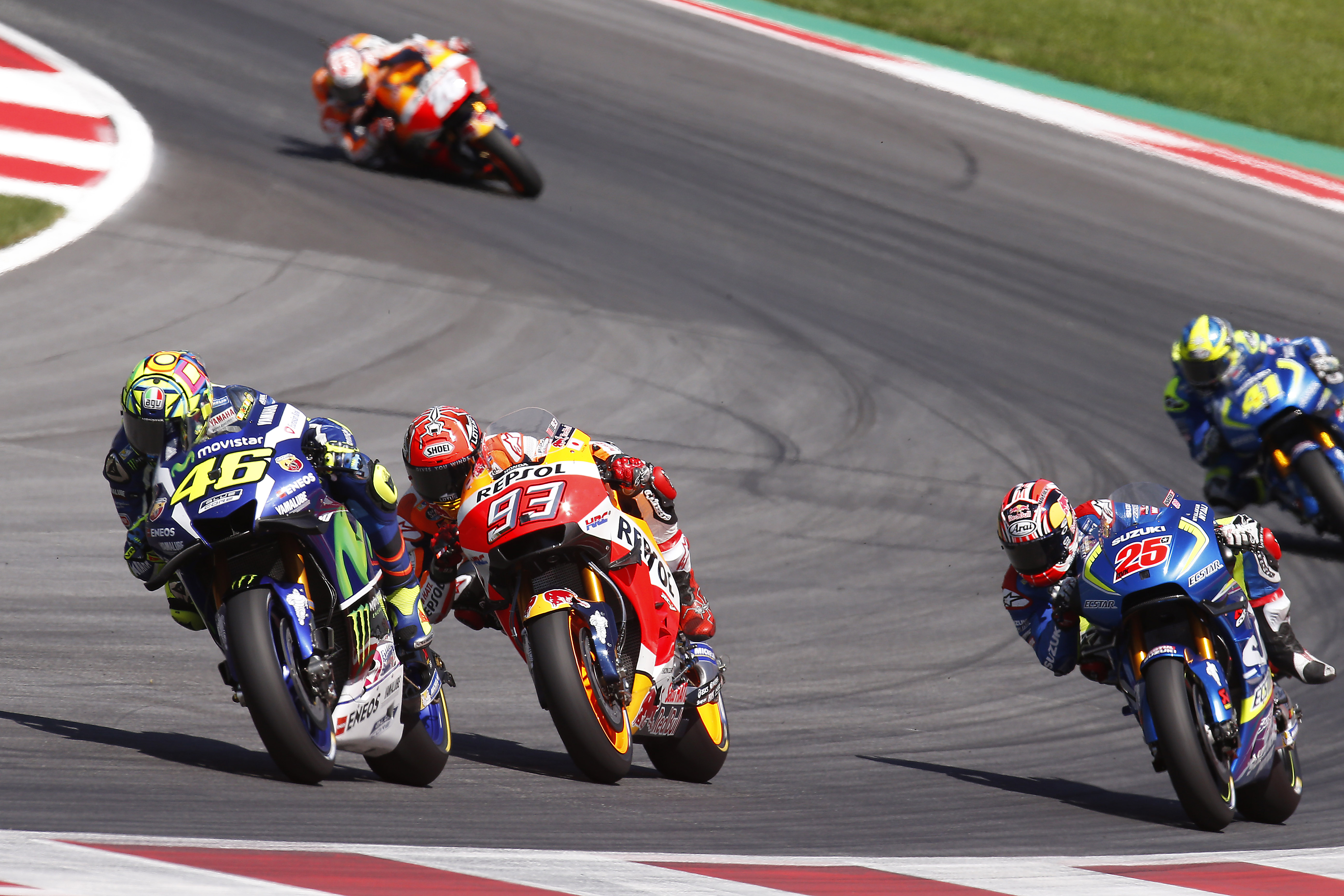
Una fase del Gran Premio motociclistico d'Austria 2016.

Il regime di monogomma per il primo anno è della francese Michelin che rimpiazza la giapponese Bridgestone; tra le modifiche regolamentari c'è anche la modifica delle dimensioni degli pneumatici, passati a 17".
Le altre modifiche regolamentari hanno riguardato la centralina elettronica, ora unica per tutte le squadre, la limitazione a 7 dei propulsori utilizzabili durante la stagione, il serbatoio con capacità massima di 22 litri e il peso minimo ammesso di 157 kg; restano alcune agevolazioni riservate ai nuovi costruttori che si affacciano alla classe o che non hanno ottenuto risultati di rilievo negli anni precedenti.
Ai costruttori già presenti gli anni precedenti si affianca la KTM che debutta in occasione dell'ultimo gran premio stagionale.
Le squadre ufficiali di Honda, Yamaha, Ducati, Suzuki e Aprilia si presentano al via con gli stessi piloti dell'anno precedente, rispettivamente Marc Márquez e Daniel Pedrosa, Jorge Lorenzo (che difende il suo titolo dell'anno precedente) e Valentino Rossi, Andrea Dovizioso e Andrea Iannone, Aleix Espargaró e Maverick Viñales, Álvaro Bautista e Stefan Bradl. Si affaccia invece per la prima volta in questa classe lo spagnolo Esteve Rabat vincitore del titolo iridato della Moto2 nel 2014.
Al termine della stagione si impone tra i piloti Marc Márquez (già matematicamente campione con tre gare di anticipo, in occasione del GP del Giappone) al terzo successo mondiale nella classe regina e quinto della sua carriera, alla guida di una Honda, seguito dai due piloti ufficiali Yamaha, Valentino Rossi e Jorge Lorenzo nell'ordine. Tra i costruttori si impone Honda che precede Yamaha e Ducati.
Durante la stagione sono stati addirittura nove i piloti che hanno ottenuto vittorie, cosa che non accadeva da vari anni; gli unici plurivittoriosi sono stati Marc Márquez in 5 occasioni, Jorge Lorenzo in 4 occasioni, Valentino Rossi e Cal Crutchlow in due. Singole vittorie sono state ottenute da Maverick Viñales, Andrea Dovizioso, Andrea Iannone, Jack Miller e Daniel Pedrosa. Per Crutchlow, Viñales, Iannone e Miller si è trattato dei primi successi ottenuti nella classe regina.

#### Classifica piloti (prime 5 posizioni)
| Pos. | Pilota           | Moto   |   |     |     |     |     |     |     |     |    |   |     |   |   |    |     |     |    |   | P.ti |
| ---- | ---------------- | ------ | - | --- | --- | --- | --- | --- | --- | --- | -- | - | --- | - | - | -- | --- | --- | -- | - | ---- |
| 1    | Marc Márquez     | Honda  | 3 | 1   | 1   | 3   | 13  | 2   | 2   | 2   | 1  | 5 | 3   | 4 | 4 | 1  | 1   | Rit | 11 | 2 | 298  |
| 2    | Valentino Rossi  | Yamaha | 4 | 2   | Rit | 1   | 2   | Rit | 1   | Rit | 8  | 4 | 2   | 3 | 2 | 3  | Rit | 2   | 2  | 4 | 249  |
| 3    | Jorge Lorenzo    | Yamaha | 1 | Rit | 2   | 2   | 1   | 1   | Rit | 10  | 15 | 3 | 17  | 8 | 3 | 2  | Rit | 6   | 3  | 1 | 233  |
| 4    | Maverick Viñales | Suzuki | 6 | Rit | 4   | 6   | 3   | 6   | 4   | 9   | 12 | 6 | 9   | 1 | 5 | 4  | 3   | 3   | 6  | 5 | 202  |
| 5    | Andrea Dovizioso | Ducati | 2 | 13  | Rit | Rit | Rit | 5   | 7   | Rit | 3  | 2 | Rit | 6 | 6 | 11 | 2   | 4   | 1  | 7 | 171  |
| Pos. | Pilota           | Moto   |   |     |     |     |     |     |     |     |    |   |     |   |   |    |     |     |    |   | P.ti |

| Legenda                                                                        | 1º posto        | 2º posto        | 3º posto | A punti      | Senza punti        | Grassetto=Pole position Corsivo=Giro più veloce |
| Legenda                                                                        | Gara non valida | Non qualificato | Ritirato | Squalificato | "-" Dato non disp. | Grassetto=Pole position Corsivo=Giro più veloce |
| Fonte dei dati: motogp.com, racingmemo.free.fr, autosport.com, jumpingjack.nl. |                 |                 |          |              |                    |                                                 |

#### Classifica costruttori (prime tre posizioni)
| Pos. | Costruttore | Motocicletta |   |   |   |   |   |   |   |   |   |   |   |   |   |    |   |   |   |   | P.ti |
| ---- | ----------- | ------------ | - | - | - | - | - | - | - | - | - | - | - | - | - | -- | - | - | - | - | ---- |
| 1    | Honda       | RC213V       | 3 | 1 | 1 | 3 | 4 | 2 | 2 | 1 | 1 | 5 | 1 | 2 | 1 | 1  | 1 | 1 | 8 | 2 | 369  |
| 2    | Yamaha      | YZR-M1       | 1 | 2 | 2 | 1 | 1 | 1 | 1 | 4 | 8 | 3 | 2 | 3 | 2 | 2  | 6 | 2 | 2 | 1 | 353  |
| 3    | Ducati      | Desmosedici  | 2 | 4 | 3 | 7 | 7 | 3 | 7 | 3 | 3 | 1 | 4 | 6 | 6 | 11 | 2 | 4 | 1 | 3 | 261  |

#### Classifica squadre (prime 3 posizioni)
| Pos. | Squadra                | Piloti           |     |     |     |     |     |     |     |     |    |   |     |     |    |    |     |     |     |     | P.ti |
| ---- | ---------------------- | ---------------- | --- | --- | --- | --- | --- | --- | --- | --- | -- | - | --- | --- | -- | -- | --- | --- | --- | --- | ---- |
| 1    | Movistar Yamaha MotoGP | Jorge Lorenzo    | 1   | Rit | 2   | 2   | 1   | 1   | Rit | 10  | 15 | 3 | 17  | 8   | 3  | 2  | Rit | 6   | 3   | 1   | 482  |
| 1    | Movistar Yamaha MotoGP | Valentino Rossi  | 4   | 2   | Rit | 1   | 2   | Rit | 1   | Rit | 8  | 4 | 2   | 3   | 2  | 3  | Rit | 2   | 2   | 4   | 482  |
| 2    | Repsol Honda           | Marc Márquez     | 3   | 1   | 1   | 3   | 13  | 2   | 2   | 2   | 1  | 5 | 3   | 4   | 4  | 1  | 1   | Rit | 11  | 2   | 454  |
| 2    | Repsol Honda           | Daniel Pedrosa   | 5   | 3   | Rit | 4   | 4   | 4   | 3   | 12  | 6  | 7 | 12  | 5   | 1  | 6  | NP  |     |     | Rit | 454  |
| 2    | Repsol Honda           | Hiroshi Aoyama   |     |     |     |     |     |     |     |     |    |   |     |     |    |    | 15  |     | 16  |     | 454  |
| 2    | Repsol Honda           | Nicky Hayden     |     |     |     |     |     |     |     |     |    |   |     |     |    |    |     | 17  |     |     | 454  |
| 3    | Ducati Team            | Andrea Iannone   | Rit | Rit | 3   | 7   | Rit | 3   | Rit | 5   | 5  | 1 | 8   | Rit | NP |    |     |     | Rit | 3   | 296  |
| 3    | Ducati Team            | Michele Pirro    |     |     |     |     |     |     |     |     |    |   |     |     | 7  | 12 |     |     |     |     | 296  |
| 3    | Ducati Team            | Héctor Barberá   |     |     |     |     |     |     |     |     |    |   |     |     |    |    | 17  | Rit |     |     | 296  |
| 3    | Ducati Team            | Andrea Dovizioso | 2   | 13  | Rit | Rit | Rit | 5   | 7   | Rit | 3  | 2 | Rit | 6   | 6  | 11 | 2   | 4   | 1   | 7   | 296  |
| Pos. | Squadra                | Piloti           |     |     |     |     |     |     |     |     |    |   |     |     |    |    |     |     |     |     | P.ti |

| Legenda                                                                        | 1º posto        | 2º posto        | 3º posto | A punti      | Senza punti        | Grassetto=Pole position Corsivo=Giro più veloce |
| Legenda                                                                        | Gara non valida | Non qualificato | Ritirato | Squalificato | "-" Dato non disp. | Grassetto=Pole position Corsivo=Giro più veloce |
| Fonte dei dati: motogp.com, racingmemo.free.fr, autosport.com, jumpingjack.nl. |                 |                 |          |              |                    |                                                 |

### Moto2

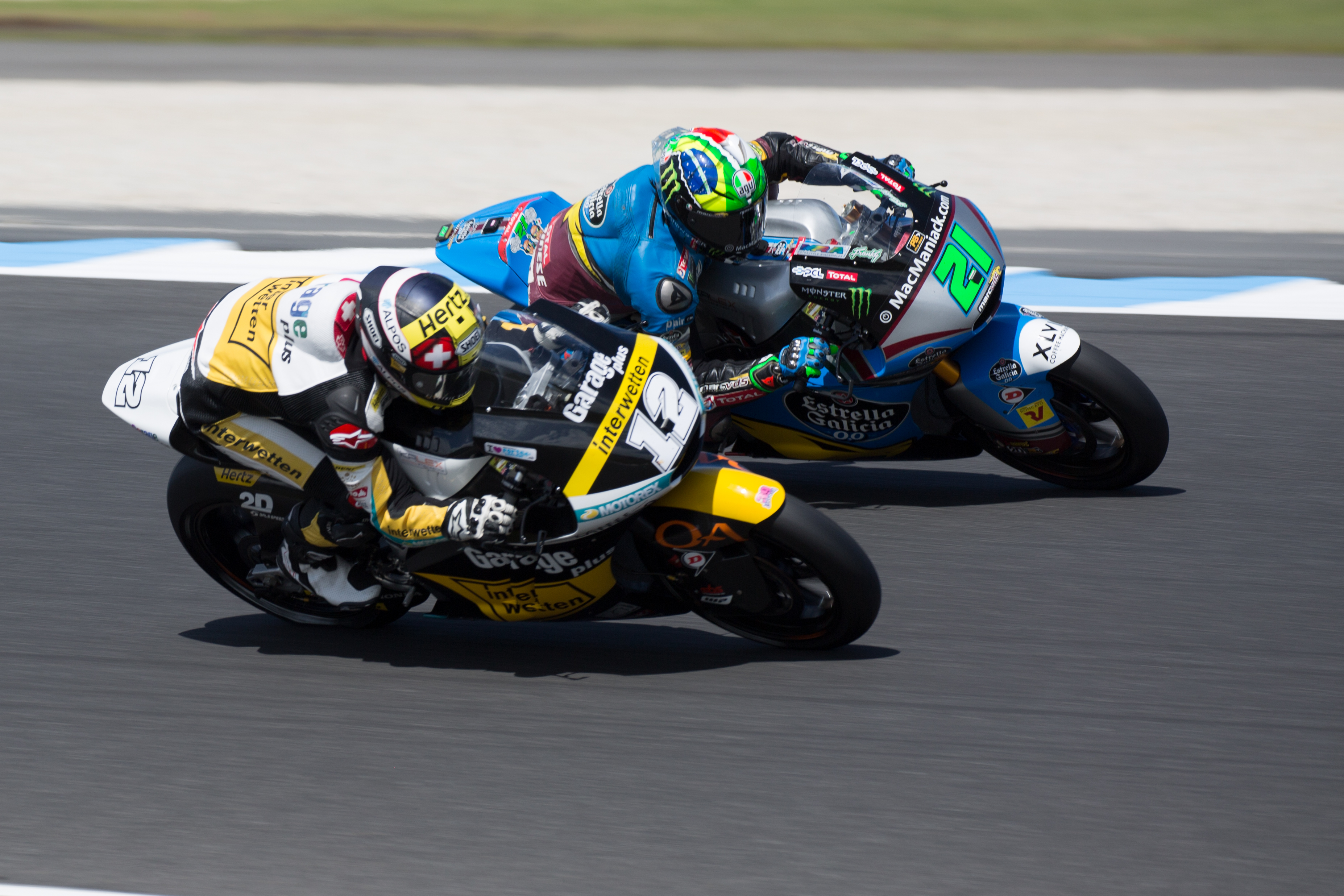
Franco Morbidelli e Thomas Lüthi in una fase del Gran Premio motociclistico d'Australia 2016.

Con 7 successi sulle 18 prove in programma, il francese Johann Zarco ha replicato il successo già ottenuto in questa classe l'anno precedente, diventando il primo pilota a ripetersi dall'inserimento di questa classe nel mondiale; la certezza del titolo si è avuta al penultimo appuntamento della stagione nel GP di Malesia. Alle sue spalle in classifica generale sono giunti lo svizzero Thomas Lüthi vincitore in 4 occasioni e lo spagnolo Álex Rins che si è imposto in altre 2 prove. Gli altri vincitori stagionali sono stati Sam Lowes (2 vittorie), Takaaki Nakagami, Jonas Folger e Lorenzo Baldassarri.
Senza storia la classifica costruttori con la Kalex che ha equipaggiato tutti i piloti vincitori dei singoli gran premi.
Durante l'anno si è registrato anche un incidente mortale che ha coinvolto il pilota spagnolo Luis Salom, deceduto durante le prove del Gran Premio motociclistico di Catalogna 2016, prima vittima dalla stagione 2011, in cui morì Marco Simoncelli.

#### Classifica piloti (prime 5 posizioni)
| Pos. | Pilota            | Moto  |    |    |    |   |    |   |    |     |     |     |    |    |     |   |     |     |     |   | P.ti |
| ---- | ----------------- | ----- | -- | -- | -- | - | -- | - | -- | --- | --- | --- | -- | -- | --- | - | --- | --- | --- | - | ---- |
| 1    | Johann Zarco      | Kalex | 12 | 1  | 3  | 5 | 24 | 1 | 1  | 2   | 1   | 1   | 11 | 22 | 4   | 8 | 2   | 12  | 1   | 1 | 276  |
| 2    | Thomas Lüthi      | Kalex | 1  | 7  | 7  | 6 | 3  | 4 | 5  | Rit | Rit | 4   | NP | 1  | 6   | 4 | 1   | 1   | 6   | 2 | 234  |
| 3    | Álex Rins         | Kalex | 8  | 4  | 1  | 3 | 1  | 7 | 2  | 6   | Rit | 3   | 2  | 7  | 2   | 6 | 20  | Rit | 14  | 5 | 214  |
| 4    | Franco Morbidelli | Kalex | 7  | 25 | 14 | 4 | 4  | 8 | 11 | 3   | Rit | 2   | 8  | 2  | 5   | 3 | 3   | 2   | 2   | 3 | 213  |
| 5    | Sam Lowes         | Kalex | 9  | 2  | 2  | 1 | 6  | 3 | 6  | 4   | Rit | Rit | 3  | 21 | Rit | 1 | Rit | Rit | Rit | 4 | 175  |
| Pos. | Pilota            | Moto  |    |    |    |   |    |   |    |     |     |     |    |    |     |   |     |     |     |   | P.ti |

| Legenda                                                                        | 1º posto        | 2º posto        | 3º posto | A punti      | Senza punti        | Grassetto=Pole position Corsivo=Giro più veloce |
| Legenda                                                                        | Gara non valida | Non qualificato | Ritirato | Squalificato | "-" Dato non disp. | Grassetto=Pole position Corsivo=Giro più veloce |
| Fonte dei dati: motogp.com, racingmemo.free.fr, autosport.com, jumpingjack.nl. |                 |                 |          |              |                    |                                                 |

#### Classifica costruttori (prime tre posizioni)
| Pos. | Costruttore | Motocicletta |    |    |    |    |    |    |    |    |   |    |    |    |     |    |    |    |    |    | P.ti |
| ---- | ----------- | ------------ | -- | -- | -- | -- | -- | -- | -- | -- | - | -- | -- | -- | --- | -- | -- | -- | -- | -- | ---- |
| 1    | Kalex       | Moto2        | 1  | 1  | 1  | 1  | 1  | 1  | 1  | 1  | 1 | 1  | 1  | 1  | 1   | 1  | 1  | 1  | 1  | 1  | 450  |
| 2    | Speed Up    | SF16         | 3  | 12 | 6  | 10 | 2  | 12 | 13 | 7  | 3 | 15 | 13 | 8  | Rit | 9  | 6  | 7  | 11 | 11 | 136  |
| 3    | Tech 3      | Mistral 610  | 19 | 14 | 18 | 13 | 15 | 24 | 16 | 17 | 9 | 16 | 12 | 13 | 12  | 17 | 11 | 10 | 8  | 12 | 47   |

### Moto3
Con sette vittorie sulle 18 prove in programma, si aggiudica il titolo iridato piloti il sudafricano Brad Binder alla guida di una KTM che precede l'italiano Enea Bastianini vincitore in un'occasione e lo spagnolo Jorge Navarro due volte vittorioso, entrambi in sella a moto Honda. Nella classifica riservata ai costruttori si impone KTM (9 successi) davanti a Honda (6 vittorie). Il titolo piloti viene assegnato già con quattro gare d'anticipo al GP d'Aragona; si tratta del sesto titolo iridato per il Sudafrica nella storia del motomondiale, prima di Binder l'ultimo pilota di questa nazione a vincere un campionato nel motomondiale è stato Jon Ekerold nel 1980. Oltre ai primi tre classificati, hanno ottenuto vittorie durante la stagione Khairul Idham Pawi (in due occasioni e primo pilota malaysiano nella storia del motomondiale a imporsi in un gran premio), Francesco Bagnaia (due successi e quarto in classifica generale), Joan Mir, Romano Fenati (che interrompe anzitempo il suo rapporto con il suo team e la stagione), Niccolò Antonelli,  e John McPhee.

#### Classifica piloti (prime 5 posizioni)
| Pos. | Pilota            | Moto     |    |    |     |   |    |     |     |     |     |     |     |     |     |    |     |     |     |     | P.ti |
| ---- | ----------------- | -------- | -- | -- | --- | - | -- | --- | --- | --- | --- | --- | --- | --- | --- | -- | --- | --- | --- | --- | ---- |
| 1    | Brad Binder       | KTM      | 2  | 3  | 3   | 1 | 1  | 1   | 2   | 12  | 8   | 2   | Rit | 1   | 1   | 2  | 2   | 1   | 17  | 1   | 319  |
| 2    | Enea Bastianini   | Honda    | 5  | 17 | 6   | 8 | NP | 12  | 3   | Rit | 3   | 3   | 4   | 7   | 2   | 3  | 1   | Rit | Inf | 4   | 177  |
| 3    | Jorge Navarro     | Honda    | 7  | 2  | 2   | 4 | 3  | Rit | 1   | Inf | 7   | Rit | 10  | Rit | Rit | 1  | Rit | Rit | Rit | 9   | 150  |
| 4    | Francesco Bagnaia | Mahindra | 3  | 23 | 14  | 3 | 12 | 3   | Rit | 1   | 10  | 11  | Rit | 2   | 21  | 16 | 6   | Rit | 1   | Rit | 145  |
| 5    | Joan Mir          | KTM      | 12 | 5  | Rit | 6 | 25 | 7   | 8   | 8   | Rit | 1   | 8   | 9   | 3   | 5  | 9   | Rit | Rit | 2   | 144  |
| Pos. | Pilota            | Moto     |    |    |     |   |    |     |     |     |     |     |     |     |     |    |     |     |     |     | P.ti |

| Legenda                                                                        | 1º posto        | 2º posto        | 3º posto | A punti      | Senza punti        | Grassetto=Pole position Corsivo=Giro più veloce |
| Legenda                                                                        | Gara non valida | Non qualificato | Ritirato | Squalificato | "-" Dato non disp. | Grassetto=Pole position Corsivo=Giro più veloce |
| Fonte dei dati: motogp.com, racingmemo.free.fr, autosport.com, jumpingjack.nl. |                 |                 |          |              |                    |                                                 |

#### Classifica costruttori (prime tre posizioni)
| Pos. | Costruttore | Motocicletta |   |   |    |   |    |   |    |   |    |   |   |   |    |   |   |   |   |    | P.ti |
| ---- | ----------- | ------------ | - | - | -- | - | -- | - | -- | - | -- | - | - | - | -- | - | - | - | - | -- | ---- |
| 1    | KTM         | RC 250 GP    | 2 | 3 | 1  | 1 | 1  | 1 | 2  | 3 | 2  | 1 | 7 | 1 | 1  | 2 | 2 | 1 | 3 | 1  | 382  |
| 2    | Honda       | NSF250R      | 1 | 1 | 2  | 4 | 3  | 2 | 1  | 2 | 1  | 3 | 3 | 6 | 2  | 1 | 1 | 3 | 2 | 4  | 350  |
| 3    | Mahindra    | MGP3O        | 3 | 8 | 14 | 3 | 12 | 3 | 12 | 1 | 10 | 6 | 2 | 2 | 16 | 6 | 6 | 4 | 1 | 10 | 211  |